# Achillobator giganticus
Achillobator giganticus ("Akilles gigantiska hjälte/krigare") är ett släkte av dromeosaurider från yngre kritaperioden det som idag är Centralasien. Den var antagligen ett aktivt, tvåbent rovdjur som fällde bytet med hjälp av sin stora skär-formade klo på den andra tån på foten. Achillobator giganticus var stor som och påminner om den amerikanska motsvarigheten, Utahraptor. Achillobator blev 4,6 till 6 meter lång från nos till svans och blev 2 meter hög. Normalt för dromaeosaurier är att de blev 1,5 till 2,5 meter långa eller mindre. Det är inte otroligt att den var klädd i en fjäderskrud. 

## Fossila fynd och släkten
Släktnamnet kommer från Akilles, en gammal berömd grekisk krigare under det Trojanska kriget, och det mongoliska ordet bator ("krigare" eller "hjälte"). Det refererar till att den stora Akillessenan användes för att kunna höja och sänka den skär-formade klon på foten, vilket var det stora stridsorganet hos dromaeosauriderna. Den enda arten, A. giganticus, är döpt så eftersom den är mycket större än de flesta andra dromaeosaurider. Denna dinosaurie beskrevs först år 1999 av den mongoliske paleontologen Altangerel Perle och de amerikanska paleontologerna Mark A. Norell och Jim Clark, fast beskrivningen är inte komplett och publicerades faktiskt utan de två sistnämnda författarnas kännedom. En mer komplett beskrivning kommer.
Mest otydliga fossila ben av Achillobator har hittats, bland annat nio tänder från överkäken, sex nackkotor, fyra dorsal, revben, ben från armarna, skulderblad, ryggkotor från alla sektioner av ryggraden, delar av höftbenen och bakbenen med mera. Man fann den i Dornogobis Bayan Shireh-formation i Burkhant i Mongoliet, Kina, och den levde för ungefär 85 miljoner år sedan under sen krita. Exakt tid är inte känd. Undersökningar av formationens magnetostratigrafi verkar dock bekräfta att hela Bayan Shireh ligger inom apt- och santonianskedena mellan 98 och 83 miljoner år sedan, då ingen polomkastning skedde. Släktet beskrevs av Altangerel Perle, Mark Norell och Jim Clark 1999. Andra dinosaurier som hittats i Bayan Shireh är Alectrosaurus, Segnosaurus, Talarurus och Bactrosaurus.

## Klassificering
Achillobator är troligen en dromaeosaurid, en familj av dinosaurier som antas vara mycket nära släktingar till dagens fåglar. Medan släktskapet emellan dromaeosaurider och andra theropoder (inkluderat fåglar) är relativt välkänd, är å andra sidan fylogenin inom familjen det inte. De allra senaste analyserna visar att Achillobator var en medlem av underfamiljen Dromaeosaurinae, närmast släkt med djur så som Adasaurus, också från Mongoliet, lika mycket som nordamerikanska former som Utahraptor, Dromaeosaurus och Saurornitholestes. Deinonychus och Velociraptor är också dromaeosauriner, men verkar representera en annan förgrening av underfamiljen.

## Möjlig chimera?
Achillobators bäckenben uppvisar "primitiva" drag som man kan återfinna i större utsträckning hos ödlehöftade dinosaurier än hos dromaeosaurider. Som ett exempel är blygdbenet arrangerade en vertikala linje och har en vid expansion av änden av benet, olikt de flesta andra dromaeosaurider, och blygdbenet pekar bakåt i samma riktning som sittbenet (ett skick som kallas opisthopuby, vilket också kan ses hos de obesläktade therizinosaurierna och ornithischierna, och även hos fåglarna).
De ovannämnda skillnaderna jämte en del andra har lett till förslag om att Achillobator skulle kunna vara en paleontologisk chimaira, vilket betyder att den har element från olika djurarter. Andra exemplen på chimairor är Ultrasauros och kanske Protoavis. Emellertid motbevisar andra studier detta. Detta beror på att många delar som man har hittat efter Achillobator var semi-artikulerade, och att resultatet av kladistiska analyser på ett vanemässigt sätt pekar på Achillobator är en dromaeosaurid, även om man tar skillnaderna med i beräkningarna.